# インドネシア・ラヤ
インドネシア・ラヤ（インドネシア語: Indonesia Raya）は、インドネシアの国歌である。「大インドネシア」、「偉大なるインドネシア」といった意味になる。
もともとは、オランダ領東インド期の1928年10月28日、第2回インドネシア青年会議で、スプラットマン（Wage Rudolf Supratman, 1903-1938）が自作した曲を発表したものである。以後、民族独立運動を鼓舞する歌として愛唱された。独立後は正式な国歌として1949年に制定された。曲調は西洋音楽を基調とした行進曲風のもので、明るく軽快なテンポの曲となっている。

## 概要
インドネシア共和国憲法、15章『国旗、公用語、紋章、国歌』36B節にて規定。
インドネシア・ラヤは1949年に国歌として制定されたが、著作権についての問題が浮上し、当時の大統領であったスカルノは1938年に死去したスプラットマンの正統な後継者について調査を実施した。法律上は国の所有物となったが権利の委譲が完了したのは1959年で、政府はオリジナルレコードを含めた曲を配布する諸権利をすべて取得し、1960年5月31日、スプラットマンの指定相続人であった4人の姉妹に25万インドネシアルピアを支払った。
インドネシア・ラヤは3番までの歌詞があるが、1958年の官報No. 44において1番のみが国歌としての機能を果たすとの見解が公開された。また、歌詞についてインドネシア語以外の正式な翻訳は発表されておらず、国歌制定25周年記念にHarian Umumが公開した英語、ドイツ語、オランダ語の翻訳版が一般的に使用されている。